# František Hroník
František Hroník (23. listopadu 1890 Ořech, okr. Praha západ – 18. května 1960, Brno) byl důstojníkem francouzských legií a v československé armádě dosáhl hodnosti plukovníka. Jako voják se účastnil rovněž bojů 1. světové války na straně Rakouska-Uherska a Ruska. Získal řadu vojenských ocenění.

## Život

### Za Rakousko-Uherska
František Hroník vystudoval v letech 1903–1910 českou vyšší reálku v Praze na Smíchově, kde ukončil středoškolská studia začátkem července 1910 úspěšně složenou maturitní zkouškou. V letech 1910–1911 absolvoval v rakouské armádě u pěšího pluku č. 75 v Jindřichově Hradci školu důstojníků v záloze a při mobilizaci byl v září 1914 přidělen k činné službě u pěšího pluku 45 jako velitel čety. Od začátku 1. světové války převládaly mezi českými vojáky protirakouské nálady a tak ppor. Hroník převedl 24/12/1914 svoji četu na frontě v Karpatech k Rusům. Byla to jedna z prvních ucelených českých jednotek, která „zradila císaře pána“ a dezertovala.

### V Rusku
V roce 1916 se jako dobrovolník přihlásil do čs. zahraničního vojska na Rusi, kde absolvoval jednoroční důstojnickou školu a v září 1917 byl jmenován poručíkem ruských legií.

### Ve Francii
Na podzim 1917 se přihlásil k lodnímu transportu vojáků z Ruska do Francie (z Archangelska přes Velkou Británii), kde se jako střelec francouzských legií zúčastnil bojů u Verdunu, za což mu byla udělena Verdunská medaile. Poté absolvoval kurz pro důstojníky a na podzim 1918 byl jmenován poručíkem francouzských legií – stal se zástupcem divizního pokladníka v Cognacu. Zřejmě zde zapůsobil fakt, že v roce 1913 František Hroník absolvoval na Karlo-Ferdinandově univerzitě v Praze kurz státní účtovědy. Do poloviny roku 1919 dosáhl hodnosti kapitána francouzských legií a jako takový byl začátkem roku 1920 ustaven výnosem MNO členem likvidační komise čs. státního dluhu vůči Francii. Od března 1920 pak působil jako předseda této komise. Koncem roku 1921 byl povýšen na štábního kapitána, byl přeložen do kategorie důstojníků intendantstva a na podzim 1922 vyslán na studia na Vysokou školu intendanční v Paříži, odkud se do Československa vrátil v létě 1924. Předtím byl v srpnu 1922 vyznamenán Řádem čestné legie rytířského stupně.

### V Československu
Jako přednosta intendance působil František Hroník v hodnosti majora, podplukovníka a plukovníka čs. armády na různých místech Československa – v Bratislavě, Užhorodu a Brně. Jeho nejvyšší funkcí byl přednosta intendance III. sboru v Brně, kde se dožil Mnichova a následné německé okupace v březnu 1939. Po rozpuštění čs. armády byl jmenován vrchním zemským radou, aniž by kde měl svoje pracoviště. Začátkem roku 1941 chtěl předat protektorátnímu prezidentu Háchovi na Pražském hradě jakousi petici. Byl zatčen gestapem a zřejmě podroben brutálnímu výslechu, při kterém se psychicky zhroutil. Později doma často říkal: „Už zase na mě vysílají elektrické proudy“. K posouzení zdravotního stavu byl předán na německou psychiatrickou kliniku v Praze, kde němečtí lékaři potvrdili, že svůj stav nepředstírá a konstatovali u něj onemocnění paranoiou. Na radu přátel byl soudně zbaven svéprávnosti a jeho manželka Marie byla ustavena jeho opatrovnicí. Jako taková se musela v zastoupení manžela v pravidelných intervalech hlásit na brněnském gestapu (v budově Právnické fakulty Masarykovy univerzity v Brně). František Hroník se ze svého onemocnění nikdy nezotavil a až do konce svého života pobýval střídavě v různých psychiatrických léčebnách a ve svém brněnském bytě. V květnu 1960 ho na ulici v Brně postihla mozková mrtvice. Po minimálním ošetření v nemocnici ho lékaři vrátili na půl ochrnutého jeho těžce nemocné manželce do domácího ošetřování. Zemřel doma ani ne týden poté na plicní embolii ve věku nedožitých 70 let. Jeho manželka zemřela ve věku 66 let o 18 dní později, když jí v nemocnici při ledvinových potížích neposkytli to nejdůležitější, co potřebovala - dialýzu.[zdroj?] František Hroník nebyl nikdy za uvedené újmy jakkoli odškodněn.

## Vyznamenání plk. Františka Hroníka
- Československý válečný kříž 1914–1918 (čís. dekretu 28.626)
- Revoluční medaile (čís. dekretu 2016)
- Československá medaile Vítězství (čís. dekretu 1418)
- Řád čestné legie (čís. dekretu 27.729)
- Pamětní francouzská medaile (čís. dekretu 531)
- Verdunská medaile (čís. dekretu 10.764)